# David Gore
David Gore (Hollywood, Califórnia, 23 de agosto de 1996) é um ator que ficou conhecido por interpretar Kirby Cheddar na série Zeke & Luther do canal Disney XD. Em 2008 David participou do filme Merry Christmas, Drake & Josh (Em português: Feliz Natal, Drake & Josh) da Nickelodeon.

## Filmografia
| Ano  | Título original               | Título (Brasil)                |
| ---- | ----------------------------- | ------------------------------ |
| 2008 | Fly Me to the Moon            | Os Mosconautas no Mundo da Lua |
| 2008 | Merry Christmas, Drake & Josh | Feliz Natal, Drake & Josh      |
| 2009 | Opposite Day                  | Um Dia às Avessas              |
| 2010 | Easy A                        | A mentira                      |

## Televisão
| Título        | Personagem    | Episódios |
| ------------- | ------------- | --------- |
| Zeke & Luther | Kirby Cheddar | 8         |